# Dąbrówka Pniowska
Dąbrówka Pniowska is een plaats in het Poolse district  Stalowowolski, woiwodschap Subkarpaten. De plaats maakt deel uit van de gemeente Radomyśl nad Sanem en telt 353 inwoners.